# Maurice Gagnon
Pour les articles homonymes, voir Maurice Gagnon (critique d'art) et Gagnon.
Maurice Gagnon est un écrivain canadien francophone né le 13 août 1912 à Winnipeg et mort en 1999.
Il obtient un baccalauréat en droit de l'Université McGill et détient également une maîtrise en histoire et un doctorat en philosophie.
Après 1956, il se consacre à l'écriture et fait paraître vingt-trois romans. Il publie également des contes et des nouvelles dans La Revue populaire, La Revue moderne et Châtelaine.
Le fonds d'archives de Maurice Gagnon est conservé au centre d'archives de Montréal de Bibliothèque et Archives nationales du Québec.

## Œuvre
- L'Échéance, Le cercle du livre de France (1956)
- Les Tours de Babylone, Éditions de l'Actuelle (1er janvier 1972)  (ISBN 978-0775200249)

## Honneurs
- 1956 - Prix du Cercle du livre de France, L'Échéance
- 1972 - Prix de L'Actuelle, Les Tours de Babylone